# San Paolo di Civitate
San Paolo di Civitate é uma comuna italiana da região da Puglia, província de Foggia, com cerca de 6.120 habitantes. Estende-se por uma área de 90 km², tendo uma densidade populacional de 68 hab/km². Faz fronteira com Apricena, Lesina, Poggio Imperiale, San Severo, Serracapriola, Torremaggiore.

## Demografia
| Variação demográfica do município entre 1861 e 2011                               |
|                                                                                   |
| Fonte: Istituto Nazionale di Statistica (ISTAT) - Elaboração gráfica da Wikipedia |